# 変文
変文（へんぶん）は、中国で成立した通俗文学、説唱文学の一種を指す用語である。
唐も後半の長安などの大都市に建立された大寺院においては、俗講（ぞくこう）と呼ばれる対俗教化のための講唱形式の説法が盛んとなった。俗講を担当する僧を俗講僧といい、聴衆の前に絵像を掛け、それを指し示しながら説唱を進めた。日本において盛んとなった絵解の源流に当たるものである。その講唱文のことを、当時の言葉で、「変文」と呼んでいたのである。これは、講唱の際に用いた絵像を、「○○(経)変」などと呼んでおり、その際に用いる講唱文なので、こちらのほうも、変文となったのではないか、と推測されている。
変文は、北宋以降には姿も変貌して、その名称も忘れ去られてしまっていたが、20世紀初頭に敦煌から発見された敦煌文書の中に多数含まれていたため、一躍注目を浴び、盛んに研究されるようになった。その構成は、韻文と散文との交互の組み合わせからなることが多い。これは仏教経典にもよく見られる形式であり、インドの説話文学の影響が示唆されている。
変文は、布教・教化のためのものであったが、唐末・五代の頃より、世俗的な民間伝承をも取り込み、俗文学として更なる発展を遂げた。同時に宗教性は薄れて行き、娯楽化の度を進めていき、やがて宋代の説話文学へと姿を変えていった。